# Pałac w Brzeźnicy (województwo śląskie)
Pałac w Brzeźnicy – zabytkowy pałac we wsi Brzeźnica w powiecie raciborskim, w województwie śląskim. Obecnie w ruinie.

## Opis
Pałac został wybudowany w 1645 roku przez Małgorzatę Dzierżanowską, która była ówczesną właścicielką wsi Brzeźnica. Podczas działań wojennych na tych terenach w 1945 r. pałac uległ zniszczeniu. Wokół ruin pałacu znajduje się park z okazami starodrzewu.
Budowla zwrócona jest frontem ku północy. Zaprojektowana na planie prostokąta, była murowana i otynkowana. Pałac pierwotnie był piętrowy, natomiast do dzisiaj zachowały się jedynie ściany do wysokości pierwszej kondygnacji. Wnętrza mają układ dwutraktowy i niesymetryczny. Sień przelotowa jest przesunięta z osi ku zachodowi i posiada sklepienia kolebkowo-krzyżowe. W sieni po bokach znajdują się wejścia do trzech pomieszczeń ze sklepieniami typu klasztornego z lunetami, a w trakcie tylnym znajduje się zabiegowa klatka schodowa. W części wschodniej budowli znajduje się mała sień ze sklepieniem kolebkowo-krzyżowym, która połączona jest z pomieszczeniem ze sklepieniem kolebkowym z lunetami. Trakt tylny pałacu posiada dwa pomieszczenia, pierwsze sklepione kolebkowo, a drugie, mniejsze nakryte pierwotnie stropem. Z zewnątrz budowla ma układ osi nieregularny, a przyziemie frontu jest ośmioosiowe. Elewacja pałacu posiada reszty podziałów płaskimi pilastrami. Do budowli prowadzą dwa wejścia, które są zamknięte półkoliście, a nad wejściem do większej sieni znajduje się kamienny kartusz herbowy rodziny von Wrochem. W oknach znajdują się częściowo stare kraty. 
Wokół pałacu rozciągały się ogrody oraz park z licznymi okazami starodrzewia.

## Galeria

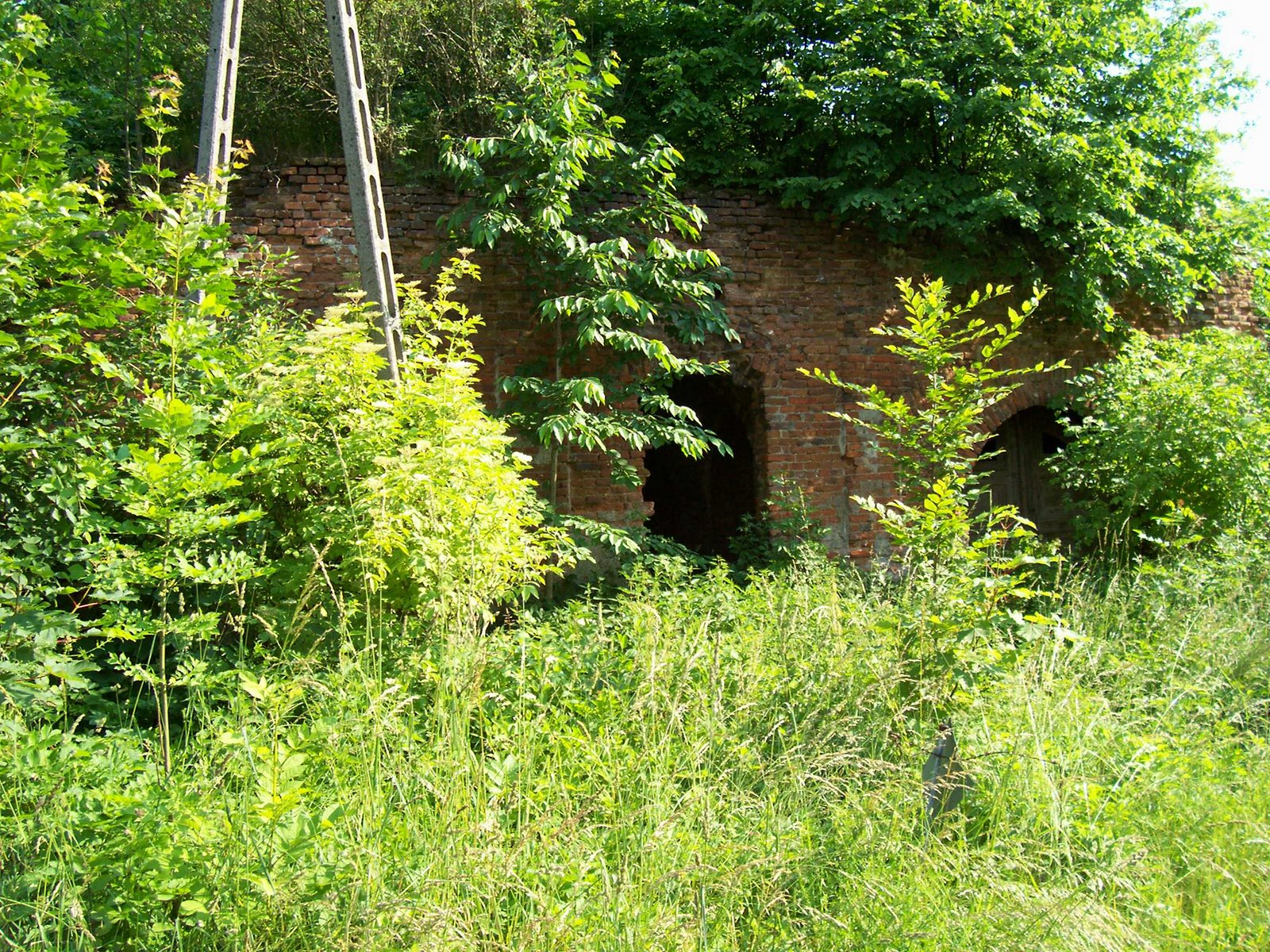
Ruiny pałacu
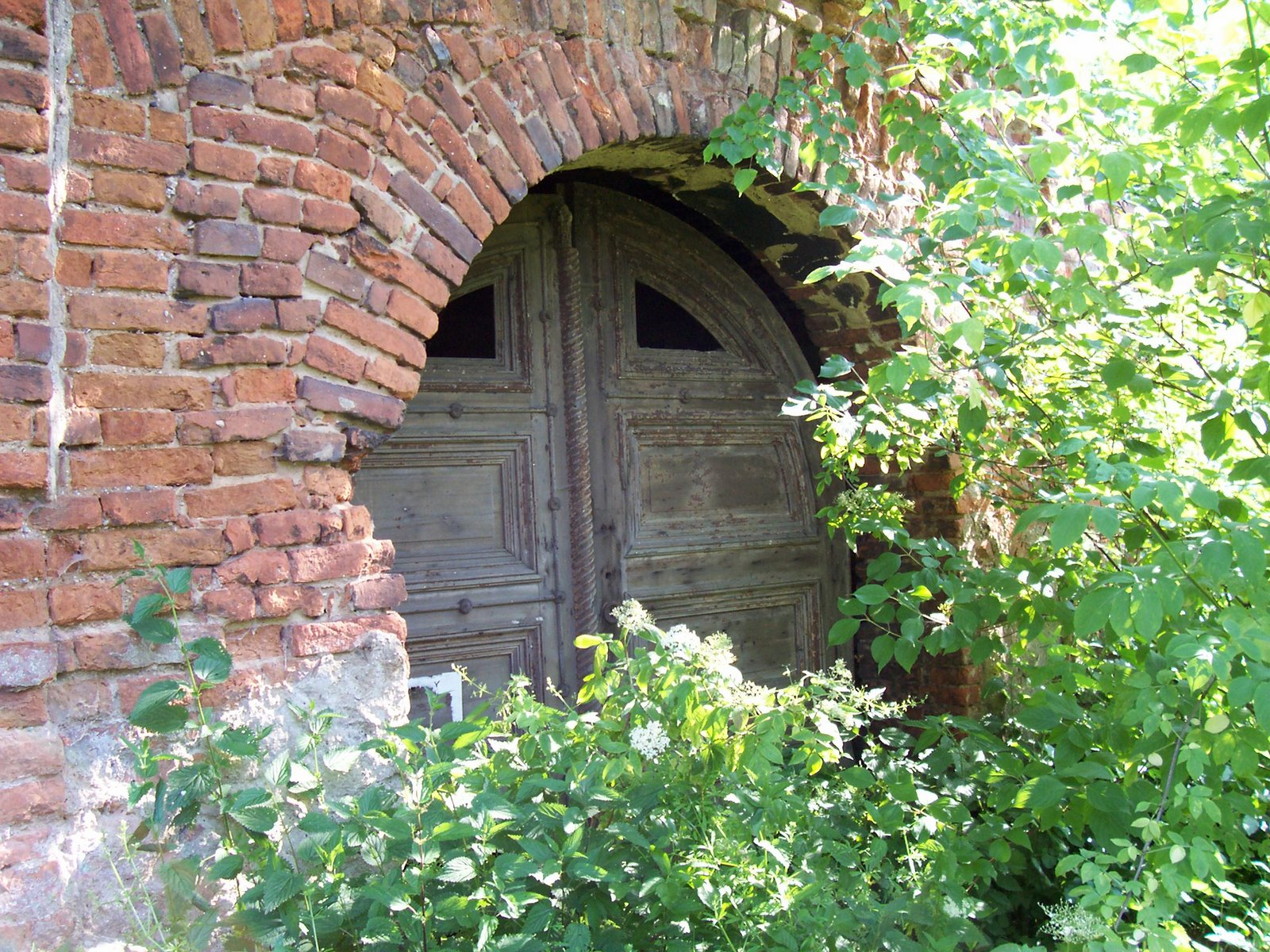
Wejście do pałacu
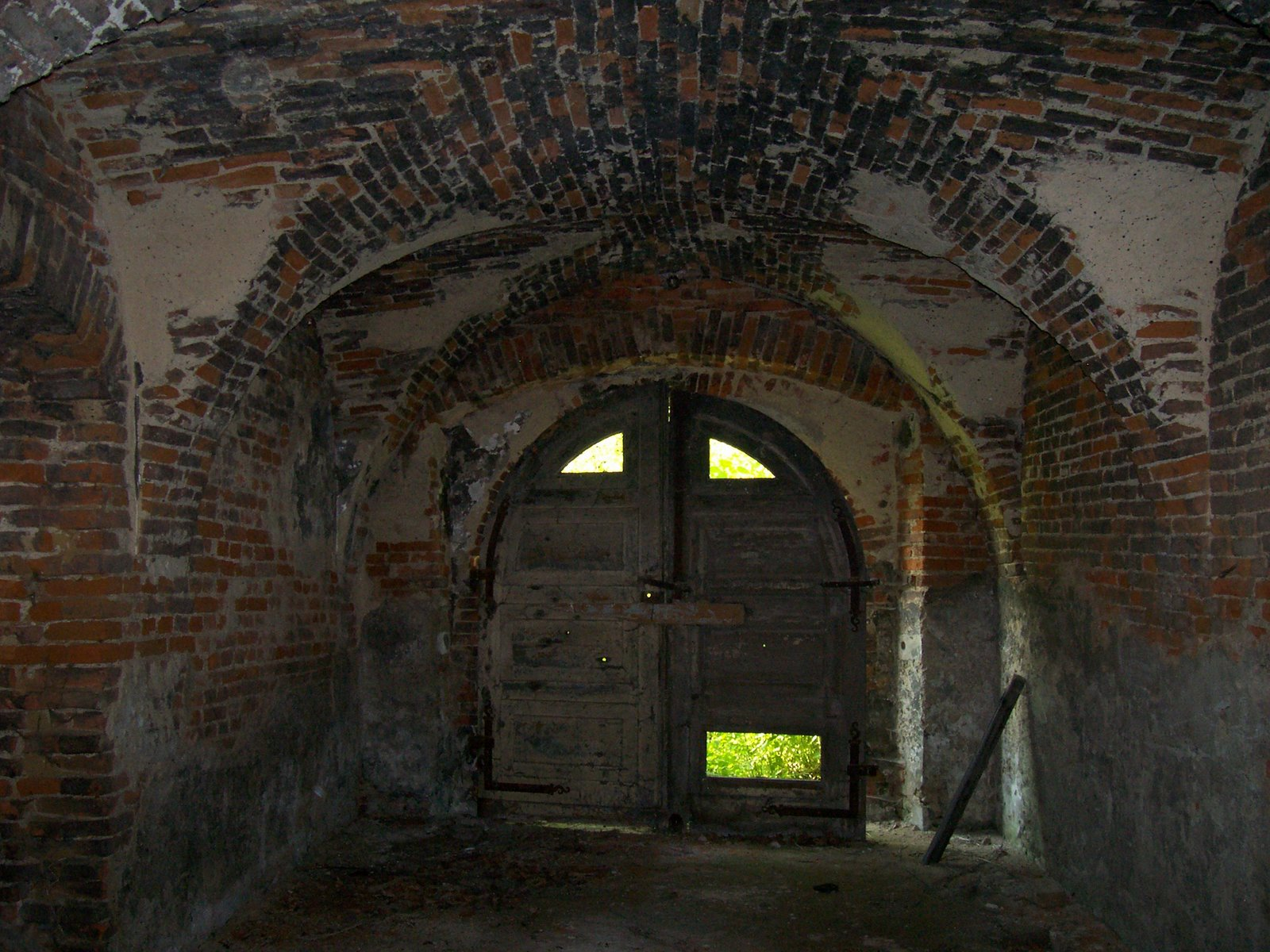
Wnętrze pałacu
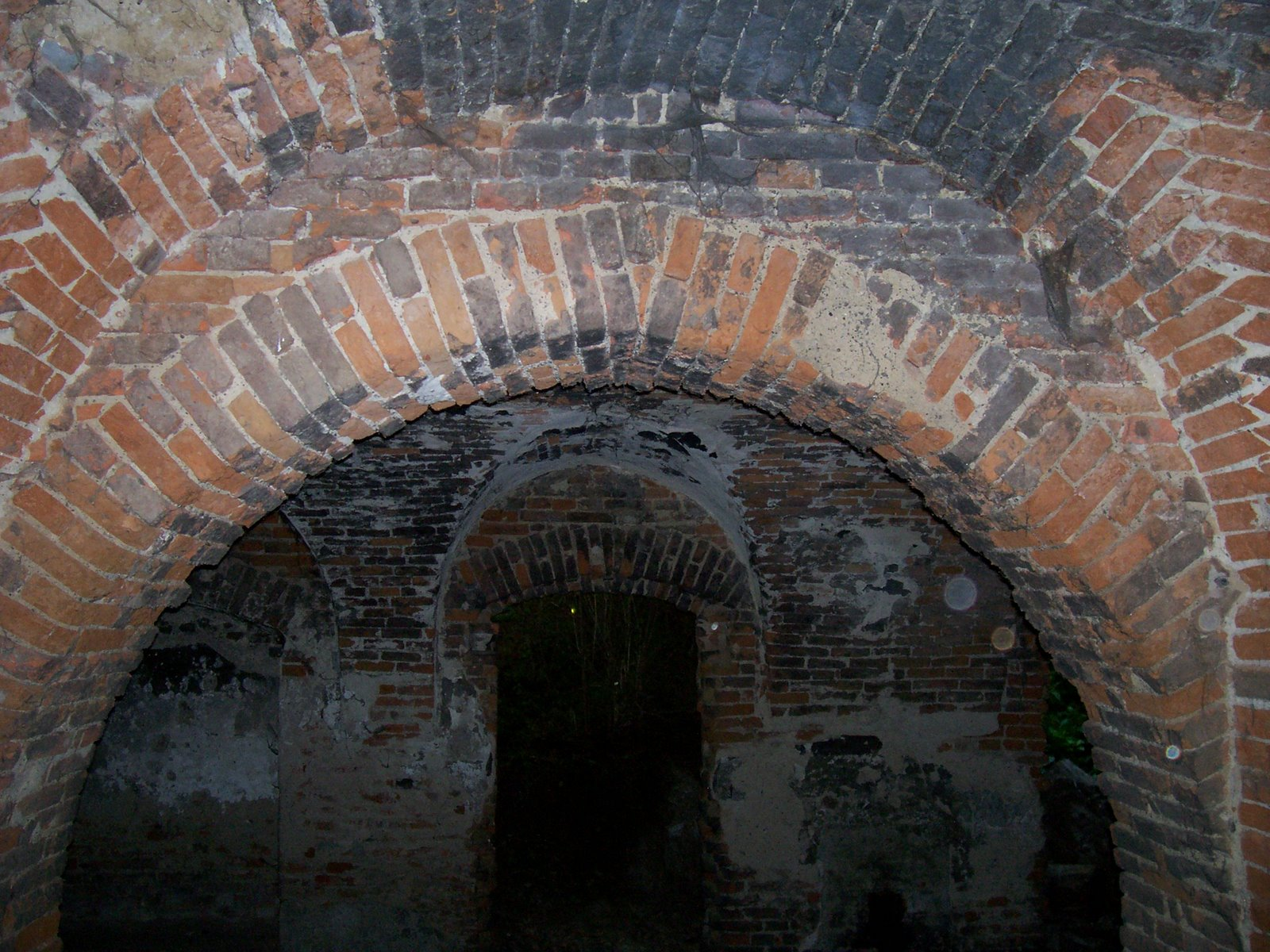
Wnętrze pałacu
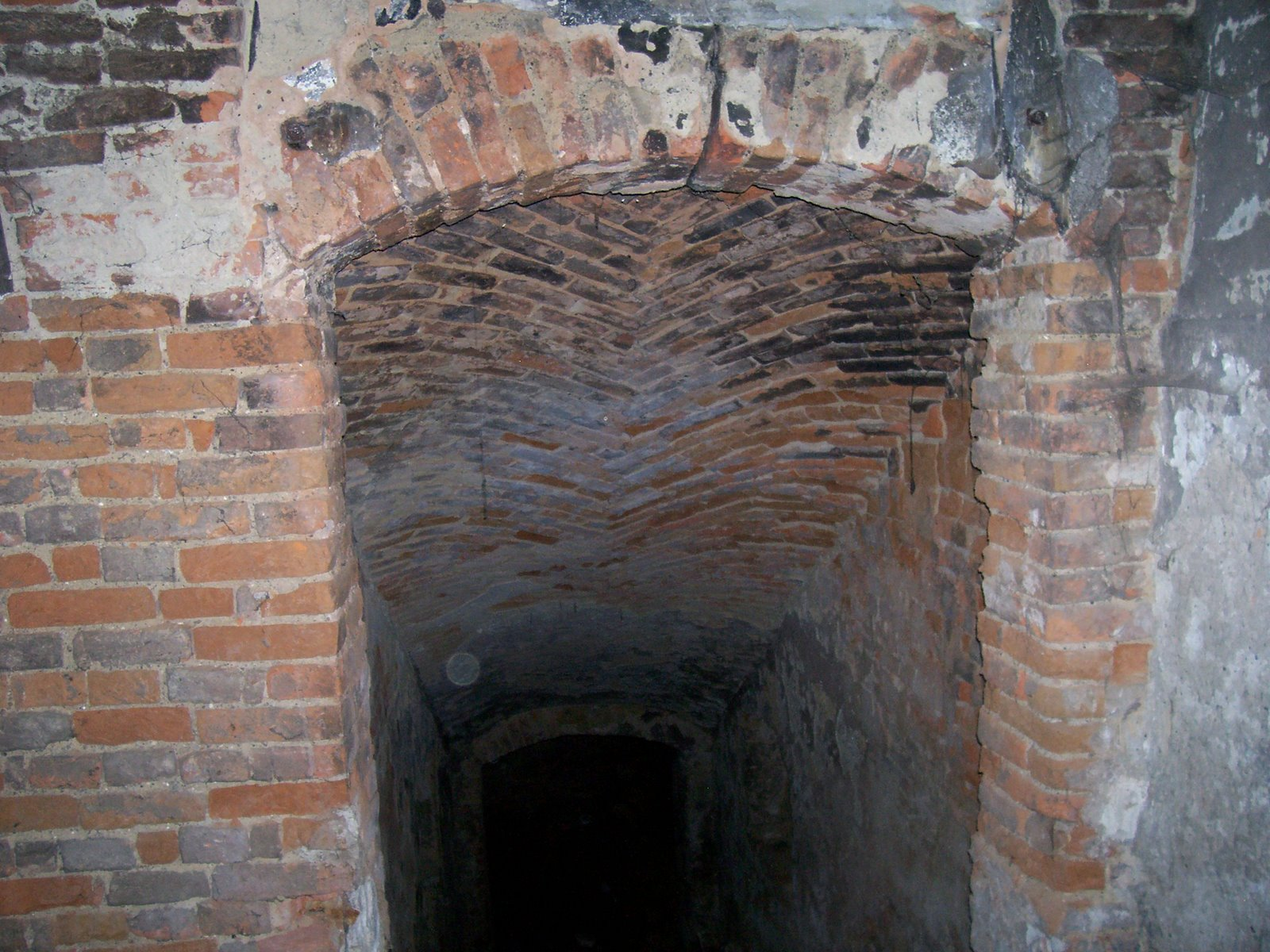
Wejście do piwnic
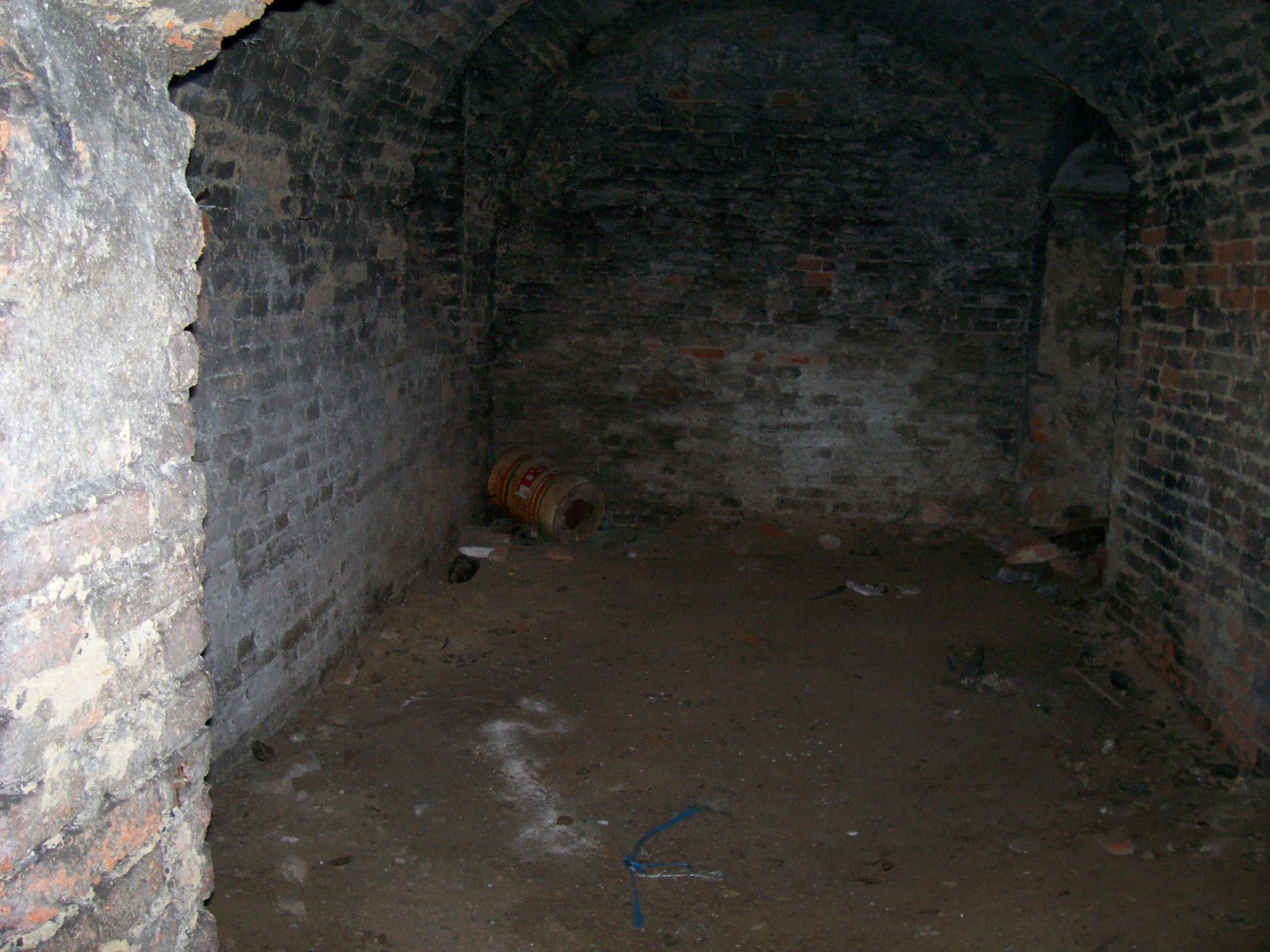
Komnata